# 日本基督伝道会社
日本基督伝道会社（にほんきりすとでんどうかいしゃ）は、1877年(明治10年)6月、アメリカン・ボードにより成立された組織である。後に日本組合基督教会として編成された。
1877年6月、京都でアメリカン・ボードの宣教師年次総会が開催された時に、日本人クリスチャンも招かれて、伝道についての意見を交換した。沢山保羅、新島襄、金森通倫、村上俊吉、沢茂吉が奨励し、教会同士の交わり、入会許可の問題、教会成立の方法などを話しあった。
この席で、沢山保羅の奨励に応えて参加者全員が日本人の手で福音宣教に当たろうと決意し、そのための組織を設けることになり検討が始まった。
1878年1月、梅花女学校の校舎に9公会(神戸公会、多聞公会、兵庫公会、三田公会、梅本町公会、浪花公会、京都第一公会、京都第二公会、京都第三公会)の代表18人と信徒200人が参加して集会が開催された。議長に、新島襄、初期に村上俊吉、鈴木清が選ばれて、各地に伝道師を派遣するための伝道会社を設立することを決定した。伝道師派遣の責任と会計として委員が3名選出することになり、沢山保羅、新島襄、今村謙吉が選出された。